# Дотянуться до небес
«Дотянуться до небес» (исп. Tocar el cielo) — художественный фильм, совместного аргентино-испанского производства, снятый в 2007 году режиссёром Маркосом Карневале. Фильм рассказывает две истории, которые происходят в двух городах: Буэнос-Айресе и Мадриде. 

## Сюжет
Фильм повествует о семье, чья история начинается в Новогоднюю ночь. Члены семьи, которые живут в Буэнос-Айресе и Мадриде, имеют традицию запускать воздушные шары ровно в полночь и загадывать желание.
Молодая женщина Ампаро (Монтсе Херман), проживающая в Буэнос-Айресе, хочет усыновить ребёнка. Для этого она выходит замуж за легкомысленного Сантьяго, предающегося развлечениям (Факундо Арана). Свадьба является только частью плана, чтобы Ампаро смогла стать опекуном ребёнка. Женщина из бедной семьи хочет отдать своего ребёнка Ампаро после рождения. Ампаро и Сантьяго присутствуют при рождении ребёнка. После этого Сантьяго решает принять брак с Ампаро всерьёз и хочет стать отцом новорождённого.
Педро (Чете Лера) и Глория (Бетьяна Блум) живут в Мадриде, по-дружески завидуют друг другу в личной жизни. Педро пользуется большим успехом среди молодых девушек. Педро выдавал себя за учителя латиноамериканской литературы, чтобы соблазнить девушку Елену (Вероника Эчеги). Тем временем, Глория завела летучую мышь и начала встречаться с ветеринаром. Но все меняется, когда Глория узнает, что у неё рак в тяжёлой форме. Педро остаётся с Глорией до самого конца.

## Номинации
В 2007 году за роли в фильме Бетьяна Блюм и Чина Соррилья были номинированы на премию на премию Академии кинематографических искусств и наук Аргентины.